# Hate Me Now (Freestyle)
Hate Me Now è un singolo-freestyle del rapper statunitense Desiigner pubblicato il 17 aprile 2020.

## Tracce
1. Hate Me Now (Freestyle) – 2:05